# Ibeju-Lekki
Ibeju-Lekki est zone de gouvernement local (LGA) de l'État de Lagos au Nigeria.

## Source
- (en) Cet article est partiellement ou en totalité issu de l’article de Wikipédia en anglais intitulé « Ibeju-Lekki » (voir la liste des auteurs).